# André Romain Prévot
Pour les articles homonymes, voir Prévot.
André Romain Prévot (né à Douai le 22 juillet 1894 – mort à Clamart le 21 novembre 1982) est un bactériologiste et taxonomiste français qui a créé une classification bactérienne longtemps en usage en France.
C'est un expert mondial, reconnu en son temps, dans le domaine des bactéries anaérobies (pathologie humaine et animale, rôle biologique environnemental).

## Biographie

### Formation
Natif de Douai, , c'est à Lille qu'André Romain Prévot a suivi les cours de la Faculté des Sciences. Il y suit les cours de spécialité en géologie et obtient le Certificat d'Études Supérieures de Physique, Chimie et Sciences Naturelles et se retrouve décoré de la médaille d'argent de la Faculté des Sciences. Professionnellement, il devient préparateur de minéralogie à l'Institut de Géologie de Lille en 1913. En 1914, il obtient le Certificat d'Études Supérieures de Minéralogie et reçoit la médaille d'or de la Société des Sciences du Nord.
La guerre de 1914-1918 le voit affecté comme médecin-auxilliaire dans un régiment d'infanterie. Ce sont alors les tranchées, la Bataille du Chemin des Dames et la bataille de Verdun où son héroïsme lui vaut la remise de la Croix de Guerre. Il prend goût à la médecine et il décide de s'orienter dan cette voie. Toujours en première ligne, il est fait prisonnier lors d'une contre-offensive allemande et emmené en Allemagne. À l'armistice, il est emmené au Danemark pour un échange de prisonniers sanitaires. Il y fait la connaissance d'Anna Sorensen (°10 décembre 1896 à Esbjerg, Danemark), étudiante en médecine, qu'il épouse le 27 septembre 1919 à Paris XVème .
Reçu externe des hôpitaux en 1920, il est docteur en médecine en 1924 et docteur en Sciences en 1933.

### Carrière et distinctions
Il entreprend très tôt une carrière de chercheur. Entré comme boursier à l'Institut Pasteur en 1922, il est chef de laboratoire en 1929, et en 1940 chef du service des anaérobies en 1940. Expert mondial reconnu, il est chargé de mission au Québec pour organiser des recherches dans ce domaine auprès de l'Institut d'Hygiène de l'université de Montréal en 1947.
En 1978, son service des anaérobies est reconnu comme Centre National de Référence du botulisme.
Il est membre de l'Académie des Sciences en 1963, et de l'Académie de médecine en 1966.
Il est officier de la Légion d'Honneur et grand-officier du Mérite national.

## Travaux

### Taxonomiste
Il crée une classification des bactéries sur une base cytophysiologique, la «classification de Prévot», qui restera utilisé durant de nombreuses années surtout en France alors qu'aux États-Unis, c'est la classification du Bergey's qui est utilisée,.
Il est l'expert français pour l'élaboration du Code International de nomenclature bactérienne.

### Anaérobies
Il met au point des méthodes de préparation du vaccin antitétanique. Il montre l'importance des infections à anaérobies en pathologie humaine et animale, notamment les corynébactéries et le genre clostridium. Il décrit près de 26 nouvelles espèces d'anaérobies pathogènes.
Sous sa direction, son laboratoire est l'un des premiers à étudier les cas de botulisme en France.
Il étudie le rôle biologique des anaérobies dans la microflore des sols, des sédiments d'eau douce ou d'eau salée. En 1977, dans son ouvrage Biosynthèse bactérienne du méthane et des pétroles pour l'an 2000, il estime possible une production industrielle de méthane par fermentation.